# Ruth Spelmeyer
Ruth Spelmeyer (Göttingen, 19 september 1990) is een atleet uit Duitsland.
Spelmeyer nam tweemaal deel aan de Olympische Zomerspelen. Op de Olympische Zomerspelen van Rio de Janeiro in 2016 liep ze voor Duitsland de
400 meter, waar ze de halve finale haalde, en de
400 meter estafette.
Op de Olympische Zomerspelen van Tokio in 2021 nam ze onder de naam Ruth Spelmeyer-Preuß deel aan de
400 meter estafette en de
4x400 meter estafette-gemengd

## Persoonlijk record
| Onderdeel           | Resultaat | Jaar |
| ------------------- | --------- | ---- |
| 400 meter           | 51.43     | 2016 |
| 4x400 meter         | 3:24.77   | 2021 |
| 4x400 meter gemengd | 3:12.94   | 2021 |

| Onderdeel           | Resultaat | Jaar |
| ------------------- | --------- | ---- |
| 400 meter           | 52.87     | 2015 |
| 400 meter estafette | 3:31.47   | 2021 |

- World Athletics: 14279849